# Pseudomeloe cockerelli
Pseudomeloe cockerelli is een keversoort uit de familie van oliekevers (Meloidae). De wetenschappelijke naam van de soort is voor het eerst geldig gepubliceerd in 1926 door Escomel.